# Squallor
Gli Squallor sono stati un gruppo vocale italiano nato nel 1971 e attivo fino al 1994. La loro notorietà è legata soprattutto ai testi particolarmente espliciti, demenziali e spesso grotteschi.

## Storia
Il gruppo si formò nel 1971 col nome Gli Squallor, quando uscì il loro primo 45 giri con 38 luglio e Raccontala giusta Alfredo. Erano già tutti e cinque dei professionisti affermati, ognuno con una diversa e forte personalità. Questo primo 45 giri fu registrato a Milano, in via Ripamonti. attorno alle figure dei parolieri, compositori e discografici Daniele Pace, Totò Savio, Giancarlo Bigazzi, Alfredo Cerruti (la "voce narrante") ed Elio Gariboldi (che abbandonò il progetto nel 1972), cui in seguito si unirono occasionalmente membri esterni come Gianni Boncompagni (voce tra l'altro nel brano Vacca) e Gigi Sabani, che nell'album Cambiamento provò ad imitare la voce di Savio (al quale un intervento chirurgico aveva compromesso l'uso delle corde vocali), ma senza il risultato desiderato. La voce di Savio era così nota e personale da essere praticamente insostituibile.
Stimolo determinante alla decisione di formare il gruppo fu la visione del film Il mio amico il diavolo (Bedazzled) del 1967, diretto da Stanley Donen e scritto e interpretato da Peter Cook e Dudley Moore. In particolare fu il brano Bedazzled dei Drimble Wedge and the Vegetation (gruppo musicale presente nel film) a ispirare ad Alfredo Cerruti lo stile che poi caratterizzò l'intera produzione degli Squallor: musica che accompagnava un testo recitato con tono distaccato.
Il nome Squallor nacque perché  Daniele Pace, milanese in mezzo a due napoletani (Totò e Alfredo), per entrare maggiormente in comunione con loro, era solito “napoletanizzare” tutto. Mentre cercavano il nome del gruppo uscì la parola “squallore”, che rifletteva il senso di tanti argomenti riguardanti la società che volevano trattare, e la parola italiana nel napoletano di Daniele diventò il gaio e inequivocabile squallor, nome adottato da tutti con entusiasmo.
Gli Squallor raccolsero un notevole riscontro di pubblico nonostante l'iniziale mancanza di promozione diretta, il non essersi mai esibiti pubblicamente e l'inevitabile censura da parte delle radio (escluse poche emittenti locali, ed esclusi alcuni brani che furono trasmessi dalla RAI, come 38 luglio e L'alluvione). Nella seconda metà della loro carriera girarono alcuni spot pubblicitari. Il maggior successo commerciale degli Squallor fu l'album Tocca l'albicocca (1985) che contiene il singolo USA for Italy (parodia del progetto USA for Africa e della famosa We Are the World) il cui testo, che rinuncia per una volta al consueto turpiloquio, ottenne il lasciapassare per essere diffuso via etere.
Tra i temi ricorrenti della loro produzione va menzionato quello legato a Pierpaolo, soggetto sul quale fu costruita una vera e propria serie. Personaggio dalla voce querula, rappresenta un figlio viziato che gira il mondo sperperando i soldi che estorce al padre (che lo ha rinnegato) minacciandolo di rivelare i suoi loschi affari. Apparso per la prima volta nel brano Famiglia Cristiana, presente nell'album Pompa, si vide dedicare negli album successivi una traccia fissa con una telefonata a suo padre proveniente dalle più disparate località del mondo. Il personaggio fu utilizzato da Cerruti anche come concorrente dei quiz telefonici di Indietro tutta!. Nella stessa trasmissione televisiva, Cerruti aveva caratterizzato una serie di gag interagendo con Renzo Arbore e Nino Frassica, interpretando il personaggio del Professor Pisapia e, assieme ad Arnaldo Santoro, facendo il verso alle comunicazioni via radio delle pattuglie della Polizia nello sketch Volante 1 a Volante 2, anticipato già nel brano Abat-jour (dall'album Vacca del 1977) e successivamente rivisitato nel brano Processo a Miami (dall'album Cielo duro del 1988).
Nel 1994 uscì l'ultimo album ufficiale degli Squallor Cambiamento, pubblicato nel solo formato CD (tutti gli altri erano usciti anche, o solo, su dischi LP). Grazie alla nota abilità di Gigi Sabani come imitatore l'album contiene anche il brano Albachiava (di Giancarlo Bigazzi, Gaetano Savio, Alfredo Cerruti), parodia di Albachiara di Vasco Rossi (nella canzone "Vasco Bossi, quel cantante coi capelli grassi" che, nella parte finale del brano, venne giustamente bistrattato da un manager taccagno dopo un concerto in uno stadio in cui la canzone fu coralmente cantata da migliaia di fan).
Seguirono solamente raccolte e, nel 2000, (S)hit Squallor Remix, che conteneva anche l'inedita Uh Playboy's, un album di remix, prodotto e realizzato da DJ N-Joy (alias Leonardo Stella), da un'idea di Giancarlo Bigazzi.
Nel novembre 2007, Alfredo Cerruti fu protagonista insieme a Nino Frassica di uno spot televisivo della Wind in cui si distingueva chiaramente la sua tipica "voce fuori campo". Alla fine del 2008, Cerruti partecipò agli spot radiofonici della Wind, interpretando il personaggio di Pierpaolo, e in seguito i due registrarono il brano S'M'S, contenuto nella compilation Wind Winter Collection 4. Si trattava di un'operazione che rievocava in modo plateale lo stile tipico della canzoni degli Squallor, seppure "ammorbidito" e ripulito da ogni possibile turpiloquio.
Daniele Pace morì all'età di 50 anni per un infarto, il 24 ottobre 1985. Totò Savio morì il 25 luglio 2004 a 66 anni per un tumore, mentre Elio Gariboldi nel giugno 2010 a 66 anni e Giancarlo Bigazzi il 19 gennaio 2012 a 71 anni, per un'infezione cerebrale. L'ultimo membro rimasto in vita, Alfredo Cerruti, morì il 18 ottobre 2020, all'età di 78 anni.
Nel 2025 il figlio di Daniele Pace, Attilio, ha creato Radio Squallor, una Digital Web Radio che si propone di omaggiare Gli Squallor 24 ore su 24 non solo con la programmazione dei loro brani, ma anche con l’aggiunta di rubriche a tema come “Pierpaolo Risponde” condotta dall’iconico personaggio Pierpaolo, ragazzino viziato che gira il mondo chiedendo soldi al padre e “Il Minuto Papalle con Gennarino Primo” dedicata al primo Papa Napoletano. 

## Formazione
- Giancarlo Bigazzi – voce (1969-1994)
- Alfredo Cerruti – voce (1969-1994)
- Daniele Pace – voce (1969-1985)
- Totò Savio – voce, chitarra (1969-1994)
- Elio Gariboldi – collaborazione (1969-1973)

### Collaborazioni
- Gianni Boncompagni – voce in Vacca (1977)
- Marco Marati – voce in Madonina (1981)
- Gigi Sabani – voce in Filumena, Preservame Atù e Albachiava (1994)
- Arnaldo Santoro – voce in Processo a Miami (1988)
- Red Canzian – voce dei rutti[2][13]
- Vincenzo Restuccia - batteria nei primi album

## Discografia

### Album in studio
- 1973 - Troia
- 1974 - Palle
- 1977 - Vacca
- 1977 - Pompa
- 1978 - Cappelle
- 1980 - Tromba
- 1981 - Mutando
- 1982 - Scoraggiando
- 1983 - Arrapaho
- 1984 - Uccelli d'Italia
- 1985 - Tocca l'albicocca
- 1986 - Manzo
- 1988 - Cielo duro
- 1994 - Cambiamento

### Remix
- 2000 - (S)hit Squallor Remix (remix di DJ N-Joy)

### Raccolte
- 1978 - Il peggio degli Squallor
- 1980 - Strapeggio degli Squallor
- 1982 - I grandi insuccessi
- 1983 - Squallorando
- 1984 - Squallormanina
- 1986 - Canta Squallor
- 1989 - Story
- 1995 - Le perle degli Squallor
- 1996 - Le origini
- 1997 - Squa squa squallor
- 1998 - I grandi successi
- 2001 - I grandi successi originali
- 2005 - Le più belle canzoni degli Squallor
- 2006 - Flashback Collection
- 2008 - I grandi successi
- 2009 - Squallor
- 2011 - Arrapaho
- 2011 - Collection
- 2011 - Il meglio del meglio

### Singoli
- 1971 - 38 luglio/Raccontala giusta
- 1973 - Ti ho conosciuto in un clubs/La risata triste
- 1974 - Bla bla bla/Santanna
- 1977 - Aia/Abat-Jour
- 1977 - I Love My Disco Baby/Nottingam
- 1985 - USA for Italy
- 1989 - Squallor Hall, Night Long
- 2000 - Squallor Vs Dj N-Joy, Uh Playboy`s

## Filmografia
- Arrapaho, regia di Ciro Ippolito (1984)
- Uccelli d'Italia, regia di Ciro Ippolito (1985)
- Gli Squallor di Michele Rossi e Carla Rinaldi – documentario (2012)